# سولرو (پیدمونت)
سولرو (پیدمونت) (به ایتالیایی: Solero, Piedmont) یک کومونه در ایتالیا است که در استان آلساندریا واقع شده‌است.

## خصوصیات
سولرو ۲۲٫۷ کیلومترمربع مساحت و ۱٬۶۶۱ نفر جمعیت دارد و ۱۰۲ متر بالاتر از سطح دریا واقع شده‌است.